# Samokovo
Samokovo (izvirno srbsko Самоково) je naselje v Srbiji, ki upravno spada pod Občino Kuršumlija; slednja pa je del Topliškega upravnega okraja.

## Demografija
V naselju živi 50 polnoletnih prebivalcev, pri čemer je njihova povprečna starost 41,0 let (39,9 pri moških in 41,9 pri ženskah). Naselje ima 21 gospodinjstev, pri čemer je povprečno število članov na gospodinjstvo 2,90.
To naselje je, glede na rezultate popisa iz leta 2002, večinoma srbsko.
|  |

| Demografija | Demografija     | Demografija     |
| Leto        | Št. prebivalcev | Št. prebivalcev |
| ----------- | --------------- | --------------- |
|             |                 |                 |
|             |                 |                 |
|             |                 |                 |
|             |                 |                 |
| 1948        | 297             |                 |
| 1953        | 331             |                 |
| 1961        | 254             |                 |
| 1971        | 194             |                 |
| 1981        | 162             |                 |
| 1991        | 93              | 93              |
| 2002        | 62              | 61              |
|             |                 |                 |

| Etnična sestava po popisu iz leta 2002 | Etnična sestava po popisu iz leta 2002 | Etnična sestava po popisu iz leta 2002 | Etnična sestava po popisu iz leta 2002 | Etnična sestava po popisu iz leta 2002 |
| -------------------------------------- | -------------------------------------- | -------------------------------------- | -------------------------------------- | -------------------------------------- |
| Srbi                                   | Srbi                                   |                                        | 54                                     | 88,52%                                 |
| Črnogorci                              | Črnogorci                              |                                        | 5                                      | 8,19%                                  |
| Slovenci                               | Slovenci                               |                                        | 1                                      | 1,63%                                  |
| Neznano                                | Neznano                                |                                        | 1                                      | 1,63%                                  |